# 米拉县 (法国)
米拉县（法語：Canton de Murat）是法国康塔尔省的一个县（省级选区），中央投票站位于米拉。